# Carl Christian von Flatt
Carl Christian Flatt, ab 1823 von Flatt (* 18. August 1772 in Stuttgart, Herzogtum Württemberg; † 20. November 1843 in Stuttgart, Königreich Württemberg), war ein evangelischer Theologe und Philosoph, wie auch sein älterer Bruder Johann Friedrich Flatt.

## Leben
Flatt studierte Philosophie und Theologie in Tübingen und Göttingen. Er wurde jedoch nicht Professor in Göttingen, wo er insbesondere die Lehren Immanuel Kants studiert hatte, sondern wurde 1803 Diakonus in Cannstatt und ab 1804 Professor der Dogmatik in Tübingen, als Nachfolger des ihm gleichgesinnten Friedrich Gottlieb Süskind. Im Jahre 1812 verließ er Tübingen, und wurde Stiftsprediger der Prälatur Stuttgart (bis 1823) und zudem Oberkonsistorialrat. Ab 1828 bis 1842 war er auch Generalsuperintendent der Prälatur Ulm, und 1829 außerdem noch Direktor des Oberstudienrats.
Wie sein älterer Bruder Johann Friedrich war Carl Christian Flatt nebst Süskind einer der Hauptvertreter des biblisch begründeten rationalen Supranaturalismus der älteren Tübinger Schule. Er übersetzte das Lehrbuch der christlichen Dogmatik seines Lehrers Gottlob Christian Storr ins Deutsche und versah es mit Zusätzen aus dessen übrigen Schriften und den Werken anderer Theologen. Der Ausbreitung der Philosophie Hegels und dem Einzug der Theologie Ferdinand Christian Baurs in die Tübinger Fakultät trat er vergeblich entgegen. Seine amtliche Beurteilung des 1835 erschienenen ersten Bandes der aufsehenerregenden Schrift Das Leben Jesu, kritisch bearbeitet von David Friedrich Strauß hatte zur Folge, dass Strauß als Repetent am Tübinger Stift seines Amtes entsetzt wurde.
Als Generalsuperintendent von Ulm war Karl Christian von Flatt Vertreter der evangelischen Landeskirche in den Württembergischen Landständen in den Perioden 1825 bis 1831, 1833, 1833 bis 1838 und 1838 bis 1844.

## Ehrungen, Nobilitierung
Karl Christian Flatt wurde 1823 mit dem Ritterkreuz  des Ordens der Württembergischen Krone ausgezeichnet, welches mit dem persönlichen Adelstitel verbunden war. 1838 erhielt er das Kommenturkreuz.

## Werke
- Hauptverfasser des württembergischen Spruchbuchs von 1839
- Philosophisch-exegetische Untersuchungen über die Lehre von der Versöhnung der Menschen mit Gott, 1. Tl., Göttingen 1797; 2. TI., Stuttgart 1798 (Flatt vertrat darin eine von Kant bestimmte pelagianische Versöhnungslehre, die er aber später zurücknahm); übersetzt: Gottlob Christian Storr, Lehrbuch der christlichen Dogmatik, 1803 (18132); Morgen- und Abendgebete auf alle Tage des Jahres, 1821.

- Albrecht Ritschl: Die christliche Lehre von der Rechtfertigung und Versöhnung I, (1870) 18893, 471 ff.; – NDB V, 224 f.; – RE XX, 156; – RGG II, 972 f.